# San Francisco Bay Blackhawks
San Francisco Bay Blackhawks is een voormalige Amerikaanse voetbalclub uit San Francisco, Californië. De club werd opgericht in 1989 en opgeheven in 1993. De thuiswedstrijden werden in het Spartan Stadium gespeeld, dat plaats biedt aan 31.218 toeschouwers.

## Erelijst
- American Professional Soccer League

Winnaar (1): 1991

## Bekende (oud-)spelers
- Jeff Baicher
- Marcelo Balboa
- Paul Bravo
- Troy Dayak
- Mark Dougherty
- John Doyle
- Chance Fry
- Dominic Kinnear
- Eric Wynalda
- Steve Corpening
- Joey Leonetti
- Andrew Ziemer
- Paul Mariner